# Национальная партия Авами
Национальная партия Авами (Национальная партия народа; пушту ملي عوامي ګوند‎, урду عوامی نيشنل پارٹی‎) — левая социалистическая политическая партия в Пакистане. Основана в 1986 году посредством объединения для борьбы с военной диктатурой Зия-уль-Хака ряда прогрессивных организаций, включая Национально-демократическую партию, восходящую к Национальной народной партии.
Политическая позиция партии состоит в поддержке исламского и демократического социализма общественного сектора экономики и экономического эгалитаризма.
Партия является крупнейшей политической силой пуштунов, отстаивая их права и идеи пуштунского национализма. Также получает значительное число голосов в провинциях Белуджистан и Синд.
Исторически придерживалась просоветской и пророссийской позиции, поддерживала советскую интервенцию в Афганистан. Будучи противником Талибана, поддержала и операцию НАТО в Афганистане в 2001 году.
По результатам парламентских выборов 2008 года получила 2,0 % от всех голосов и была представлена 10 местами в Пакистанском парламенте, входила в правящую коалицию (традиционно являясь союзницей Пакистанской народной партии). На следующих выборах 2013 года получила 1 % голосов и 3 депутатских мандата.

## Внешние ссылки
- официальный сайт Архивная копия от 21 октября 2017 на Wayback Machine